# 大元瑜
大 元瑜（だい げんゆ）は渤海の第7代王。康王大嵩璘の長男。

## 生涯
父王が病没すると即位し、永徳と改元した。唐は中宮の元文成を派遣して康王を弔問すると共に、定王を渤海国王に冊封している。
政策面では文王大欽茂以来の政策を継承し、唐や日本と密接な関係を構築した。しかし在位3年にして病死した。